# Шоичи Нишимура
Шоичи Нишимура (јап. 西邑 昌一; 1912 — 22. март 1998) био је јапански фудбалер.

## Каријера
Током каријере је играо за Kwangaku Club.

## Репрезентација
За репрезентацију Јапана дебитовао је 1934. године. Учествовао је и на олимпијским играма 1936. За тај тим је одиграо 2 утакмице и постигао 1 гол.

## Статистика
| Јапан  | Јапан   | Јапан  |
| Година | Наступи | Голови |
| ------ | ------- | ------ |
| 1934.  | 2       | 1      |
| Укупно | 2       | 1      |